# Samantha Salas
Samantha Salas (León, Guanajuato, 15 de diciembre de 1986) es una raquetbolista mexicana. La primera mexicana en ganar el Campeonato Mundial de Racquetball en 2004. Actualmente es una de las 3 mejores raquetbolistas del mundo en singles y la número 1 del mundo en dobles, considerada la mejor doblista que jamás ha existido.[cita requerida] Es también la primera mexicana y latinoamericana en obtener el título de Tricampeona Mundial junto a su pareja en dobles Paola Longoria. Es poseedora de 6 Medallas de Oro en los Juegos Panamericanos de 2011, 2015, y 2019 y 8 Medallas de Oro, lo que la acredita con el récord de Tetra-Campeona en Juegos Centroamericanos (2010, 2014, 2016 y 2018).[cita requerida]

## Trayectoria

### Juegos Centroamericanos y del Caribe
Samantha ha sido múltiple medallista en los Juegos Centroamericanos y del Caribe, en Cartaguena 2006 ganó dos medallas de oro en las categoría de dobles y por equipos. En Mayagüez 2010 ganó medalla de oro en dobles junto a Susana Acosta.
Juegos Centroamericanos y del Caribe Veracruz 2014 Samantha Salas consigue medalla de plata en singles al caer contra Paola Longoria y gana medalla de oro en dobles en pareja con la misma Paola Longoria.

### Juegos Panamericanos
En los Juegos Panamericanos de 2011 en Guadalajara fue doble medallista de oro en la categoría de dobles junto a Paola Longoria, como también en la categoría por equipos femenil.

### Campeonatos Mundiales
En el Campeonato Mundial 2010 ganó medalla de oro en dueto, junto a Paola Longoria.